# E=MC² (Big Audio Dynamite)
"E=MC²" ("Energy equals mass times the speed of light squared" of kortweg "Mass–energy equivalence", Albert Einsteins relativiteitstheorie) is een single van de Britse alternative dance-groep Big Audio Dynamite afkomstig van hun eerste studioalbum This Is Big Audio Dynamite uit 1985. Mick Jones en Don Letts, die het nummer samen schreven, haalden hun inspiratie voor "E=MC²" bij verscheidene psychologische thrillers van regisseur Nicolas Roeg. 

## Invloeden
- De laatste vier regels van het eerste couplet "Man dies first reel / People ask what's the deal? / This ain't how it's supposed to be / Don't like no Aborigine" zijn een verwijzing naar de film Walkabout uit 1971, die opent met een volwassen personage dat zelfmoord pleegt, en vervolgens twee kinderen achterlaat om een tocht door de Australische outback te overleven, hierbij geholpen door een jonge Aboriginal.
- Het tweede couplet (van "Took a trip to Powis Square" naar "Insanity Bohemian style") verwijst naar de twee hoofdpersonen uit de film Performance; een voormalige rockster (gespeeld door Stones-zanger Mick Jagger) en een gangster op de vlucht (gespeeld door James Fox).
- "King of brains" - verwijst naar natuurkundige Albert Einstein, als personage in de film Insignificance uit 1985. De titel verwijst reeds letterlijk naar Einsteins relativiteitstheorie.
- "Queen of the sack" - verwijst naar actrice Marilyn Monroe, als personage in  Insignificance .
- "Hall of fame baseball" - verwijst naar honkballegende Joe DiMaggio, als personage in  Insignificance .
- "Senator is a hoodlum" - verwijst naar de Republikeinse politicus Joe McCarthy, als personage in  Insignificance .
- "Space guy fell from the sky" verwijst naar de film The Man Who Fell to Earth uit 1976, met David Bowie.
- Het tweede couplet (van "Met a dwarf who was no good" naar "Gets to take the funeral ride") beschrijft de film Don't Look Now, met Donald Sutherland.

## Versies
7" CBS / A 6963 (VK)
1. "E=MC2" – 4:30
2. "This Is Big Audio Dynamite" – 3:39

7" Columbia / 38-06053 (US)
1. "E=MC2" – 4:30
2. "A Party" – 4:44

12" CBS / TA 6963 (VK)
1. "E=MC2 (Extended Remix)" – 6:18 (remix door Paul 'Groucho' Smykle)
2. "This Is Big Audio Dynamite" – 5:53

12" Columbia / 44-05909 (US)
1. "E=MC2 (Extended Remix)" – 5:33 (remix door Bert Bevans)
2. "A Party" – 10:15 (remix door Paul 'Groucho' Smykle)